# Idiocera persimplex
Idiocera persimplex là một loài ruồi trong họ Limoniidae. Chúng phân bố ở miền Tân bắc.